# Comfort and Joy (film din 1984)
Comfort and Joy  este un film scoțian de Crăciun  de comedie neagră din 1984 scris și regizat de Bill Forsyth. Rolurile principale au fost interpretate de actorii Bill Paterson și Eleanor David.

## Distribuție
- Bill Paterson - Alan Bird
- Eleanor David - Maddy
- Clare Grogan - Charlotte
- Alex Norton - Trevor
- Patrick Malahide - Colin
- Rikki Fulton - Hilary
- Roberto Bernardi - "Mr. McCool"
- George Rossi - Bruno
- Peter Rossi - Paolo
- Billy McElhaney - Renato
- Gilly Gilchrist - Rufus
- Caroline Guthrie - s Gloria
- Ona McCracken  -Nancy
- Elizabeth Sinclair  - Fiona
- Katy Black - Sarah
- Robin Black - Lily
- Ron Donachie - George
- Arnold Brown - Psychiatrist
- Iain McColl - Archie
- Billy Johnstone - Amos